# Malden Center (Metro de Boston)
Malden Center es una estación en la línea Naranja del Metro de Boston y la línea Haverhill del Tren de Cercanías. La estación se encuentra localizada en Commercial St. en Pleasant St. en Malden, Massachusetts. La estación Malden Center fue inaugurada el 27 de diciembre de 1975. La Autoridad de Transporte de la Bahía de Massachusetts es la encargada por el mantenimiento y administración de la estación.

## Descripción
La estación Malden Center cuenta con 1 plataforma central y 3 vías. La estación también cuenta con 188 de espacios de aparcamiento.

## Conexiones
La estación es abastecida por las siguientes conexiones: 
- Rutas de autouses: 97, 99, 101, 104, 105, 106, 108, 131, 132, 136, 137, 411, 430